# OFFLINE
| Оценки критиков | Оценки критиков |
| Источник        | Оценка          |
| --------------- | --------------- |
| Laut.de         | [ 1 ]           |

OFFLINE — пятый студийный альбом немецкой рок-группы Guano Apes, изданный на лейблах Epic Records / Sony Music 30 мая 2014 года.

## Информация об альбоме
Альбом записывался в основном в Германии но в разных городах в общей сложности семи студиях. Сеансы записи проходили в студии Toolhouse Studios городе Ротенбурге-ан-дер-Фульде, в студии Tonstudio 45 расположенной недалеко от Кобленца, в FuzzFactory Tonstudio район Кройцберга, в студиях Transporterraum и Popchop Studios города Берлин, а также студии Katzbach Studio и Z-Muzic. Материал сводился в Кёльне Maarwegstudio 3 и в студии Wisseloord Studios в которой группа записывала свой дебютный альбом.

## Список композиций
| №                   | Название                           | Длительность |
| ------------------- | ---------------------------------- | ------------ |
| 1.                  | «Like Somebody»                    | 4:54         |
| 2.                  | «Close to the Sun»                 | 3:42         |
| 3.                  | «Hey Last Beautiful»               | 3:26         |
| 4.                  | «Numen»                            | 4:07         |
| 5.                  | «Cried All Out»                    | 4:08         |
| 6.                  | «It's Not Over»                    | 3:45         |
| 7.                  | «Water Wars»                       | 3:57         |
| 8.                  | «Fake»                             | 2:55         |
| 9.                  | «Jiggle» (при участии Sola Plexus) | 3:37         |
| 10.                 | «The Long Way Home»                | 3:59         |
| Общая длительность: | Общая длительность:                | 38:30        |

| №                   | Название                            | Длительность |
| ------------------- | ----------------------------------- | ------------ |
| 11.                 | «Cried All Out» (Sola Plexus remix) | 4:06         |
| Общая длительность: | Общая длительность:                 | 42:36        |

## Участники записи
| Guano Apes - Сандра Насич — вокал, композитор, тексты песен, вокальный продюсер. - Хеннинг Рюменапп — композитор (трек 2, 10); гитара. - Деннис Пошватта — композитор (трек 2, 10); ударные. - Штефан Уде — бас-гитара, композитор. Технический персонал - Джо Перри — композитор (трек 2, 10); текст (трек 2). - Дениел Трейнор — композитор (трек 2); текст (трек 2). - Линдси Роббинс — композитор (трек 2); текст (трек 2). - Робин Груберт — продюсер (трек 6); текст (трек 6). - Курт Эбельхойзер — продюсер (треки: 3-5, 8-10). - Филипп Хоппен — продюсер (треки: 1-2, 6-7). - Роберт Стефенсон — помощник звукорежиссёра (треки: 1-2, 6-7). | - Саймон Ягер — инженер (треки: 3-5, 8-10); продюсер (треки: 1, 3, 5, 8-10). - Майкл Тайбс — инженер (треки: 1-2, 6-7). - Мирко Хильдманн — продюсер (треки: 4, 6, 7-9). - Кристиан Норд — продюсер (трек 6). - Джером Вазхайль — текст (трек 9). - Дарси Пропер — мастеринг (трек 2). - Робин Шмидт — мастеринг. - Джулия Шливе — оформление. - Гарри Уэбер — фотограф. - Джил Гринберг — фотограф. - Super An Der Spree — оформление. |

## Чарты
| Чарт (2014)                     | Высшая позиция |
| ------------------------------- | -------------- |
| Австрия (Ö3 Austria)            | 26             |
| Германия (Offizielle Top 100)   | 8              |
| Швейцария (Schweizer Hitparade) | 31             |